# Onorificenze dell'Impero russo
Quello che segue è un elenco delle onorificenze e degli ordini cavallereschi concessi durante il periodo dell'Impero russo.

## Ordini cavallereschi
| Immagine | Nome                                           | Fondazione | Note |
| -------- | ---------------------------------------------- | ---------- | --- |
|          |                                                |            | |
|          | Ordine di Sant'Andrea                          | 1698       | Ordine supremo dell'Impero russo |
|          |                                                |            | |
|          | Ordine di Santa Caterina                       | 1713       | |
|          |                                                |            | |
|          | Ordine di Sant'Aleksandr Nevskij               | 21.05.1725 | |
|          |                                                |            | |
|          | Ordine di San Giorgio                          | 26.11.1769 | |
|          |                                                |            | |
|          | Ordine di San Vladimiro                        | 22.09.1782 | |
|          |                                                |            | |
|          | Ordine di Sant'Anna                            | 5.04.1797  | Originariamente ordine del Ducato di Holstein, unito al sistema di onorificenze russe dallo zar Paolo I |
|          |                                                |            | |
|          | Ordine di San Giovanni di Gerusalemme (Russia) | 29.11.1798 | Creato dallo zar russo Paolo I durante l'occupazione di Malta ad opera dei francesi. Nel 1817 l'Ordine venne espulso dal sistema onorifico russo. |
|          |                                                |            | |
|          | Ordine dell'Aquila Bianca                      | 17.11.1831 | Originariamente ordine del Regno di Polonia, unito al sistema di onorificenze russe dallo zar Nicola I |
|          |                                                |            | |
|          | Ordine di San Stanislao                        | 17.11.1831 | Originariamente ordine del Regno di Polonia, unito al sistema di onorificenze russe dallo zar Nicola I |
|          |                                                |            | |
|          | Ordine Virtuti Militari                        | 31.12.1831 | Originariamente ordine del Regno di Polonia, venne concesso ai partecipanti distintisi con valore durante la soppressione delle rivolte in Polonia tra il 1830 ed il 1831. Ufficialmente l'Ordine non venne mai unito al sistema di onorificenze russe |

## Medaglie ed onorificenze

### Medaglie di campagne militari

#### Pietro I
| Nastro | Nome della medaglia                 | Anno/i di concessione | Conflitto per l'eleggibilità |
| ------ | ----------------------------------- | --------------------- | ---------------------------- |
|        | Medaglia della battaglia di Kalisz  | 1706                  | Battaglia di Kalisz          |
|        | Medaglia della battaglia di Poltava | 1709                  | Battaglia di Poltava         |
|        | Medaglia della battaglia di Vaz     | 1714                  | Battaglia di Vaz             |
|        | Medaglia della battaglia di Gangut  | 1714                  | Battaglia di Gangut          |
|        | Medaglia della battaglia di Grengam | 1720                  | Battaglia di Grengam         |
|        | Medaglia della battaglia di Ezel    | 1719                  | Battaglia di Ezel            |
|        | Medaglia della pace di Nishtad      | 1721                  |                              |

#### Elisabetta
| Nastro | Nome della medaglia                    | Anno/i di concessione | Conflitto per l'eleggibilità     |
| ------ | -------------------------------------- | --------------------- | -------------------------------- |
|        | Medaglia per la pace con la Svezia     | 1743                  | Guerra russo-svedese (1741-1743) |
|        | Medaglia per la vittoria sui prussiani | 1760                  | Battaglia di Kunersdorf          |

#### Caterina II
| Nastro | Nome della medaglia                             | Anno/i di concessione | Conflitto per l'eleggibilità     |
| ------ | ----------------------------------------------- | --------------------- | -------------------------------- |
|        | Medaglia diligenza e buona condotta militare    | 1760                  | Guerra russo-svedese (1741-1743) |
|        | Medaglia per la vittoria sui prussiani          | 1762                  | Battaglia di Kunersdorf          |
|        | Medaglia della battaglia di Cahul               | 1770                  | Battaglia di Cahul               |
|        | Medaglia della battaglia di Cesme               | 1770                  | Battaglia di Cesme               |
|        | Medaglia della pace di Küçük Kaynarca           | 1774                  | Guerra russo-turca (1768-1774)   |
|        | Medaglia della battaglia di Kienbrunn           | 1787                  | Battaglia di Kienbrunn           |
|        | Medaglia della battaglia di Očakov              | 1788                  | Battaglia di Očakov              |
|        | Medaglia dell'assedio di Očakov                 | 1789                  | Assedio di Očakov (1788)         |
|        | Medaglia per il coraggio nelle acque finlandesi | 1789                  |                                  |
|        | Medaglia della pace con la Svezia (1790)        | 1791                  |                                  |
|        | Medaglia della presa di Izmaïl                  | 1791                  | Assedio di Izmaïl                |
|        | Medaglia della presa di Praga                   | 1795                  | Presa di Praga                   |

#### Paolo I
| Nastro | Nome della medaglia     | Anno/i di concessione | Conflitto per l'eleggibilità                                                            |
| ------ | ----------------------- | --------------------- | --------------------------------------------------------------------------------------- |
|        | Medaglia della vittoria | 1800                  | Partecipazione alla Campagna italiana di Suvorov ed a quella di Ušakov nel Mediterraneo |

#### Alessandro I
| Nastro | Nome della medaglia                                                    | Anno/i di concessione | Conflitto per l'eleggibilità                                                   |
| ------ | ---------------------------------------------------------------------- | --------------------- | ------------------------------------------------------------------------------ |
|        | Medaglia della presa di Ganja                                          | 1804                  | Presa di Ganja                                                                 |
|        | Medaglia al coraggio contro i persiani                                 | 1804                  | Ai cosacchi che si distinsero nella battaglia con i Persiani il 30 giugno 1804 |
|        | Medaglia della prima circumnavigazione del globo da parte dei russi    | 1804                  | Ai marinai della prima circumnavigazione del globo                             |
|        | Medaglia "Russia alleata"                                              | 1806                  | Ai capi delle tribù nordamericane alleate della Russia                         |
|        | Medaglia dell'esercito di Zemsky                                       | 1807                  | Membri dell'esercito di Zemsky                                                 |
|        | Medaglia per l'attraversamento della costa svedese dal golfo di Botnia | 1809                  | Soldati che attraversarono il golfo ghiacciato di Botnia                       |
|        | Medaglia per l'attraversamento della costa svedese da Tornio           | 1809                  | Soldati che giunsero in Svezia da Tornio                                       |
|        | Croce per la cattura di Bazardžika                                     | 1810                  | Presa di Bazardžika                                                            |
|        | Medaglia della guerra del 1812                                         | 1812                  | Guerre napoleoniche (guerra patriottica russa)                                 |
|        | Croce per la vittoria di Eylau                                         |                       |                                                                                |
|        | Medaglia per la cattura di Parigi                                      |                       |                                                                                |

#### Nicola I
| Nastro | Nome della medaglia                                                  | Anno/i di concessione | Conflitto per l'eleggibilità                                      |
| ------ | -------------------------------------------------------------------- | --------------------- | ----------------------------------------------------------------- |
|        | Medaglia della guerra russo-persiana del 1826-1828                   | 1828                  | Guerra russo-persiana del 1826-1828                               |
|        | Medaglia della guerra russo-turca del 1828-1829                      | 1829                  | Guerra russo-turca del 1828-1829                                  |
|        | Medaglia della presa di Varsavia                                     | 1831                  | Battaglia di Varsavia del 1831                                    |
|        | Medaglia dell'assedio di Akhoulgo                                    | 1839                  | Assedio di Akhoulgo                                               |
|        | Medaglia per la repressione delle rivolte in Ungheria e Transilvania | 1850                  | Repressione della rivoluzione del 1848 in Ungheria e Transilvania |

#### Alessandro II
| Nastro | Nome della medaglia                                             | Anno/i di concessione | Conflitto per l'eleggibilità            |
| ------ | --------------------------------------------------------------- | --------------------- | --------------------------------------- |
|        | Medaglia per la difesa di Sebastopoli                           | 1855                  | Assedio di Sebastopoli (1854-1855)      |
|        | Medaglia della guerra di Crimea                                 | 1856                  | Guerra di Crimea                        |
|        | Medaglia per la conquista della Cecenia e del Daghestan         | 1860                  | Conquista della Cecenia e del Daghestan |
|        | Medaglia per la conquista del Caucaso occidentale               | 1864                  | Conquista del Caucaso occidentale       |
|        | Croce del Caucaso                                               | 1864                  | Conquista del Caucaso occidentale       |
|        | Medaglia per la repressione della rivolta polacca del 1863-1864 | 1865                  | Repressione della Rivolta di gennaio    |
|        | Medaglia della campagna militare nel khanato di Khiva           | 1873                  | Conquista del khanato di Khiva          |
|        | Medaglia della campagna militare nel khanato di Kokand          | 1876                  | Conquista del khanato di Kokand         |
|        | Medaglia russa della guerra russo-turca del 1877-1878           | 1878                  | Guerra russo-turca (1877-1878)          |
|        | Medaglia della presa di Geok Tepe                               | 1881                  | Battaglia di Geok Tepe                  |

#### Nicola II
| Nastro | Nome della medaglia                                                                                  | Anno/i di concessione | Conflitto per l'eleggibilità |
| ------ | --- | --------------------- | ---------------------------- |
|        | Medaglia per le campagne in Asia centrale (1853-1895)                                                | 1896                  |                              |
|        | Medaglia per la campagna in Cina                                                                     | 1901                  | Rivolta dei Boxer            |
|        | Medaglia della battaglia della baia di Chelmupo                                                      | 1904                  |                              |
|        | Medaglia della guerra russo-giapponese                                                               | 1906                  | Guerra russo-giapponese      |
|        | Medaglia della Croce Rossa della guerra russo-giapponese                                             |                       |                              |
|        | Medaglia in ricordo della campagna dello squadrone dell'ammiraglio Rozhdestvensky in Estremo Oriente |                       |                              |
|        | Medaglia della campagna in Giappone                                                                  |                       |                              |
|        | Medaglia per merito speciale (1910)                                                                  |                       |                              |
|        | Medaglia di San Giorgio                                                                              |                       |                              |
|        | Medaglia della mobilitazione generale del 1914                                                       | 1914                  |                              |

### Medaglie commemorative e di benemerenza
| Nastro   | Medaglia                                             |
| -------- | ---------------------------------------------------- |
| Medaglie |                                                      |
|          | Medaglia del censimento del 1896                     |
|          | Medaglia del coraggio                                |
|          | Medaglia di distinzione                              |
|          | Medaglia di distinzione della marina militare        |
|          | Medaglia di dignità                                  |
|          | Medaglia per il successo nell'educazione dei giovani |
|          | Medaglia per servizio nel convoglio dell'imperatore  |
|          | Medaglia per servizio nella polizia                  |
|          | Medaglia per servizio nella polizia carceraria       |

### Medaglie commemorative d'incoronazioni e giubilei
| Nastro   | Medaglia                                                                                 |
| -------- | ---------------------------------------------------------------------------------------- |
| Medaglie |                                                                                          |
|          | Medaglia dell'incoronazione di Caterina II                                               |
|          | Medaglia in memoria di Alessandro III                                                    |
|          | Medaglia in memoria di Nicola I                                                          |
|          | Medaglia in memoria di Nicola I per gli studenti                                         |
|          | Medaglia in memoria del 100º anniversario di fondazione del ministero degli esteri russo |
|          | Medaglia dell'incoronazione di Nicola II                                                 |
|          | Medaglia in memoria del 50º anniversario della difesa di Sebastopoli                     |
|          | Medaglia in memoria del 200º anniversario della battaglia di Poltava                     |
|          | Medaglia in memoria del 25º anniversario dell'istituzione delle scuole parrocchiali      |
|          | Medaglia in ricordo del 100º anniversario della guerra patriottica del 1812              |
|          | Medaglia in ricordo del 300º anniversario della dinastia dei Romanov                     |
|          | Medaglia in ricordo del 200º anniversario della battaglia di Gangut                      |